# Josef Körner
Josef Körner (* 15. April 1888 in Rohatetz bei Göding, Österreich-Ungarn; † 9. Mai 1950 in Prag) war ein österreichisch-tschechoslowakischer Germanist, der sich insbesondere um die Erforschung der deutschen Romantik verdient gemacht hat.

## Leben
Josef Körner, der einer jüdischen Familie entstammte, studierte Germanistik an den Universitäten Wien und Prag und promovierte 1910. Er war dann als Realschullehrer und ab 1919 als Gymnasialprofessor in Prag tätig. Von 1914 bis 1918 nahm er am Ersten Weltkrieg teil. Als Literaturhistoriker spezialisierte er sich auf die Frühromantik. Seine 1924 eingereichte Habilitationsschrift „Romantiker und Klassiker“ wurde von August Sauer abgelehnt, dies führte zu öffentlichem Protest führender Literaturwissenschaftler. Sauers antisemitischer Nachfolger Herbert Cysarz verzögerte Körners Zulassung als Privatdozent bis Herbst 1930. Körner entdeckte im Sommer 1929 auf Schloss Coppet am Genfersee die ca. 3000 Briefe umfassende Korrespondenz August Wilhelm Schlegels aus den Jahren 1804 bis 1812. Die 3-bändige Sammlung von Briefen aus der Zeit der sogenannten Frühromantik (Krisenjahre der Frühromantik) wurde 1936/37 und postum 1958 veröffentlicht. Im Jahr 1939 wurde ihm von den Nationalsozialisten aus rassischen Gründen die Venia legendi entzogen, Ende 1944 wurde er ins KZ Theresienstadt deportiert. Nach Kriegsende wurde er zunächst als „Deutscher“ diffamiert und erhielt erst spät eine Pension von der tschechoslowakischen Regierung zugebilligt. Im Jahr 1949 vollendete er sein „Bibliographisches Handbuch des deutschen Schrifttums“, ein Standardwerk der Literaturwissenschaft.
Körners Geschwister Erna und Max Körner wurden Opfer des Holocaust, er überstand die Zeit der rassistischen Verfolgung dank seiner Eheschließung mit der Tschechin Jarmila Smycková, die von 1939 an für den Familienunterhalt, auch der zwei gemeinsamen Kinder Peter (* 1939) und Paula (* 1946), sorgen musste.

## Schriften und deren Ausgaben
- Nibelungenforschungen der deutschen Romantik. Haessel, Leipzig 1911 (Nachdruck: Wissenschaftliche. Buchgesellschaft, Darmstadt 1968)
- Die Botschaft der deutschen Romantik an Europa. Benno Filser, Augsburg 1929.
- als Herausgeber: Krisenjahre der Frühromantik. Briefe aus dem Schlegelkreis, 3 Bde. (Bde. 1 und 2: Rohrer, Brünn / Wien / Leipzig 1936/1937; Bd. 3: Francke, Bern 1958). Digitalisat: https://digital.slub-dresden.de/werkansicht/dlf/24106/1/
- Philologische Schriften und Briefe, hg. von Ralf Klausnitzer mit einem Vorwort von Hans Eichner. Wallstein-Verlag, Göttingen 2001, ISBN 3-89244-458-7.